# Sigma Alpha Mu
Sigma Alpha Mu (ΣΑΜ), també coneguda com a Sammy, és una fraternitat universitària d'estudiants dels Estats Units. L'associació va ser fundada a Nova York en l'any 1909. Tot i que inicialment va començar sent una organització jueva, des de l'any 1953, joves de qualsevol religió poden ser admesos com a membres de la fraternitat. L'associació va tenir inicialment la seva seu central a Nova York, però la fraternitat nacional va moure la seva seu nacional a Indianapolis, a Indiana. Des de la seva creació, Sigma Alpha Mu ha iniciat a més de 63.000 membres, en més de 120 capítols i colònies repartides pels Estats Units i el Canadà.